# Hello, I'm Dolly
Hello, I'm Dolly är ett studioalbum av Dolly Parton, som utkom den 12 februari 1967. Det var hennes debutalbum.

## Låtlista
1. "Dumb Blonde" (Curly Putman)
2. "Your Ol' Handy Man" (Dolly Parton
3. "I Don't Wanna Throw Rice" (Dolly Parton, Bill Owens)
4. "Put It Off Until Tomorrow" (Dolly Parton, Bill Owens)
5. "I Wasted My Tears" (Dolly Parton, Bill Owens)
6. "Something Fishy" (Dolly Parton)
7. "Fuel To The Flame" (Dolly Parton, Bill Owens)
8. "The Giving And The Taking" (Dolly Parton, Bill Owens)
9. "I'm In No Condition" (Dolly Parton)
10. "The Company You Keep" (Dolly Parton, Bill Owens)
11. "I've Lived My Life" (Lola Jean Dillon)
12. "The Little Things" (Dolly Parton, Bill Owens)

## Listplaceringar
| Lista (1967)          | Topplacering |
| --------------------- | ------------ |
| US Top Country Albums | 11           |